# Спа (фізіотерапія)
Спа — метод фізіотерапії, пов'язаний з водою[джерело?]. Іноді використовується для позначення таких понять, як водолікування, бальнеотерапія, таласотерапія і навіть псамотерапія.
Спа-курорти — це міста, які пропонують лікування мінеральними та морськими водами, водоростями та солями, лікувальними грязями та цілющими рослинами. Відомими європейськими спа-курортами є Віші і Евіан у Франції і Абано Терме в Італії.
Наразі багато готелів світу мають власні спа-центри. Існує індустрія спа-салонів, що пропонують відвідувачам гідромасажні ванни.

## Походження слова
Слово «спа» походить від назви бельгійського курорту Спа, який набув популярності у всій Європі завдяки своїм лікувальним водам. З часом слово стало прозивним і стало вживатися для позначення бальнеологічних процедур або супутніх їм явищ.

## Організації
- Міжнародна СПА Асоціація, ISPAA (International SPA Association)[4]
- Українська СПА асоціація (2006)[5]
- Союз професіоналів СПА[6]

### Події
- Міжнародна СПА Асамблея (2019 р - VIII)
- Global Spa Summit (2011)